# 阮氏英
宣慈皇太后（越南语：／，1422年—1459年10月30日（延寧六年十月初五日）），名阮氏英（越南语：／），越南後黎朝皇后、皇太后。黎太宗妃、黎仁宗之母。仁宗即位後，曾於1451年至1459年以皇太后身份垂簾聽政。

## 生平
阮氏英是清化中路東山縣布衞社人，父親是阮車了，追贈郡公，母親是阮氏玉印，追贈國太夫人。1440年，阮氏英與姐妹吳氏玉瑤一同入宮，成為黎太宗的妃子，阮氏英被封為宸妃。兩人皆受到黎太宗的寵倖，並且都為他生下了兒子。雖然黎太宗的長子是黎宜民，但由於黎宜民的生母楊氏賁態度傲慢，黎太宗怒而廢之為庶人；太子黎宜民亦失寵，廢為諒山王。阮氏英的兒子黎邦基被冊封為太子，並於黎太宗逝世後即位，是為黎仁宗。
黎仁宗即位時年僅一歲。按照皇室的傳統，阮氏英以幼帝母親的身份垂簾聽政。然而事實上，後黎朝的大權掌握在大臣鄭可的手裡。
阮氏英與鄭可一同執掌朝政，但他們之間發生了一些衝突。隨後衝突不斷升級，他們在如何教育幼帝以及誰應該在朝廷中擁有決策權的問題上更加對立。1451年，阮氏英下令處死鄭可及其長子。這是一個失誤，兩年之後，鄭可被平反，其家族得到了新的封地。
1453年，阮氏英宣佈黎仁宗開始親政，雖然此時他年僅12歲。這和之前並沒有什麼區別，阮氏英及其他大臣依然掌握著實際權力。
在此期間，朝廷並沒有太大的作為，後世越南史學家則稱這段時期是太平盛世。但30年後的一部越南史料卻把阮氏英的攝政比作「牝雞司晨」，認為是越南歷史的災難。
1459年10月，黎太宗的長子黎宜民發動政變，率100多人闖入皇宮，殺死黎仁宗。政變的次日，阮氏英為了避免死於黎宜民之手，命令一名內侍殺死了自己。
光順元年（1460年）六月，黎聖宗即位，追尊阮氏英為宣慈仁懿昭肅皇太后。